# 紫色悬钩子
紫色悬钩子（学名：Rubus irritans）为蔷薇科悬钩子属的植物。分布在阿富汗、克什米尔地区、巴基斯坦、印度、伊朗以及中国大陆的 西藏、四川、甘肃、青海等地，生长于海拔2,000米至4,500米的地区，多生在山坡林缘及灌丛中，目前尚未由人工引种栽培。